# Фристайл на Азиатских играх
Соревнования по фристайлу проводятся на зимних Азиатских играх начиная с 1996 года (кроме Игр 1999 года) для мужчин и женщин.

## Виды соревнований
|                            |   |   |   |   |   |   |  |  |  |
| Мужчины акробатика         | X |   | X | X |   | 3 |  |  |  |
| Мужчины могул              |   | X |   | X | X | 3 |  |  |  |
| Мужчины параллельный могул |   |   |   | X | X | 2 |  |  |  |
|                            |   |   |   |   |   |   |  |  |  |
| Женщины акробатика         | X |   | X | X |   | 3 |  |  |  |
| Женщины могул              |   | X |   | X | X | 3 |  |  |  |
| Женщины параллельный могул |   |   |   | X | X | 2 |  |  |  |
|                            |   |   |   |   |   |   |  |  |  |
| Всего                      | 2 | 2 | 2 | 6 | 4 |   |  |  |  |

## Призёры соревнований

### Мужчины

#### Акробатика
| Год  | Золото              | Серебро              | Бронза                                      |
| ---- | ------------------- | -------------------- | ------------------------------------------- |
| 1996 | Китай · Ou Xiaotao  | Китай · Fei Dongpeng | Узбекистан · Сергей Бренер                  |
| 2007 | Китай · Хань Сяопэн | Китай · Qiu Sen      | Китай · Лю Чжунцин · Япония · Kotaro Kurata |
| 2011 | Китай · Цзя Цзунъян | Китай · Лю Чжунцин   | Казахстан · Ruslan Ablyatifov               |

#### Могул
| Год  | Золото                      | Серебро                      | Бронза                       |
| ---- | --------------------------- | ---------------------------- | ---------------------------- |
| 2003 | Япония · Yu Masukawa        | Япония · Kenro Shimoyama     | Казахстан · Ivan Sidorov     |
| 2011 | Казахстан · Дмитрий Рейхерд | Япония · Osamu Ueno          | Казахстан · Дмитрий Бармашов |
| 2017 | Япония · Икума Хорисима     | Республика Корея · Чхве Джэу | Казахстан · Дмитрий Рейхерд  |

#### Параллельный могул
| Год  | Золото                       | Серебро             | Бронза                      |
| ---- | ---------------------------- | ------------------- | --------------------------- |
| 2011 | Казахстан · Дмитрий Бармашов | Япония · Osamu Ueno | Япония · Yugo Tsukita       |
| 2017 | Япония · Икума Хорисима      | Япония · Даичи Хара | Казахстан · Дмитрий Рейхерд |

### Женщины

#### Акробатика
| Год  | Золото             | Серебро                     | Бронза                                         |
| ---- | ------------------ | --------------------------- | ---------------------------------------------- |
| 1996 | Китай · Guo Dandan | Китай · Xu Nannan           | Китай · Yin Hong                               |
| 2007 | Китай · Ли Нина    | Китай · Сюй Мэнтао          | Китай · Чжан Синь · Монголия · Ünenbatyn Maral |
| 2011 | Китай · Чжан Синь  | Казахстан · Жибек Арапбаева | Китай · Yang Yu                                |

#### Могул
| Год  | Золото                    | Серебро                      | Бронза               |
| ---- | ------------------------- | ---------------------------- | -------------------- |
| 2003 | Япония · Айко Уэмура      | Казахстан · Irina Kormysheva | Япония · Yumi Kubota |
| 2011 | Казахстан · Юлия Галышева | Япония · Miki Ito            | Китай · Ning Qin     |
| 2017 | Япония · Ариса Мурата     | Казахстан · Юлия Галышева    | Япония · Мики Ито    |

#### Параллельный могул
| Год  | Золото                    | Серебро                    | Бронза            |
| ---- | ------------------------- | -------------------------- | ----------------- |
| 2011 | Казахстан · Юлия Галышева | Казахстан · Юлия Родионова | Япония · Miki Ito |
| 2017 | Казахстан · Юлия Галышева | Япония · Ариса Мурата      | Япония · Мики Ито |

## Медальный зачёт
суммарно медали для страны во всех видах соревнований
| Место          | Страна           | Золото | Серебро | Бронза | Всего |
| -------------- | ---------------- | ------ | ------- | ------ | ----- |
| 1              | Китай            | 6      | 5       | 5      | 16    |
| 2              | Япония           | 5      | 6       | 6      | 17    |
| 3              | Казахстан        | 5      | 4       | 5      | 14    |
| 4              | Республика Корея | 0      | 1       | 0      | 1     |
| 5              | Монголия         | 0      | 0       | 1      | 1     |
| 5              | Узбекистан       | 0      | 0       | 1      | 1     |
| Всего стран: 6 | Всего стран: 6   | 16     | 16      | 18     | 50    |